# Light Phone

Light Phone, eerste model

De Light Phone is een merk mobiele telefoons van The Light Phone, Inc., een startup in Brooklyn (New York), opgericht door Joe Hollier en Kaiwei Tang. Het bedrijf maakt technologische producten die worden aangeprezen als "ontworpen om zo min mogelijk gebruikt te worden".
Het eerste model, de Light Phone, werd in 2015 uitgebracht als een minimalistische "domme telefoon" die zich uitsluitend richtte op bellen. In 2019 volgde de Light Phone II, met een e-ink scherm, met functies als sms, alarmen en een paar basale functies. In 2024 werd de Light Phone III geïntroduceerd, met een zwart-wit OLED-scherm, een verbeterde batterijduur en een fysiek toetsenbord en scrollwieltje.
De Light Phone-serie werd bedacht als reactie op problematisch smartphonegebruik, waarbij de discussie over apps en diensten zoals e-mail, sociale media en webbrowsers een belangrijk aandachtspunt was in de productie en marketing.